# Muscicapa sethsmithi
Muscicapa sethsmithi е вид птица от семейство Muscicapidae.

## Разпространение
Видът е разпространен в Габон, Екваториална Гвинея, Камерун, Република Конго, Демократична република Конго, Нигерия, Уганда и Централноафриканската република.